# Rod Draškovića
Draškovići plemeniti rod u staroj Buškoj župi, u kojoj se navode od 15. stoljeća. Pripadaju plemenu ličkih Mogorovića. 
Posjede su držali na zemljištu današnjeg Donjeg Pazarišta u selu koje se u vremenu prije Turaka zvalo Donje Zažićno. Oko 1490. osnovali su ondje na jednom od nižih brda crkvu Blažene Djevice Marije, a naskoro i samostan redovnika sv. Pavla iz susjednog Novog Vinodolskog. Sačuvana je glagoljska listina o osnutku samostana godine 1490., a u njoj je popisano i 18 kuća roda Draškovića, koje su crkvu i samostan podigle i obilato ga darivale zemljištem. Draškovići su živjeli u dvije župe, Sidraga između Biograda i Nina i u Bužkoj župi. U Bužanima zauzimali su Draškovići jugozapadni dio između Otešice, Velebita, Like i Bočaća te su graničili s Ličkim plemenom Stupića.
Također, 1490. u tri glagoljske isprave (u mađarskom državnom arhivu u Budimpešti) spominje 35 plemenitih ljudi Draškovića. Među njima se ističe i Bartol Drašković koji se u jednoj ispravi iz 1520. godine potpisuje kao Kninjanin, a otac je kardinala Jurja Draškovića i Gašpara Draškovića. Od Gašpara Draškovića potječu svi barunski i grofovski Draškovići
Za turskog prodiranja nestali su Draškovići iz Bužke župe kao i svi drugi starosjedelački rodovi Kršelaca, Stupića i plemena Lapčana. Svi su se oni preselili u sjeverne sigurnije krajeve, ponajviše u zapadnu Mađarsku i u Austriju. 